# Levon Baboudjian
Levon Babpudjian ou Babujian, né le 8 mai 1986 à Erevan, est un joueur d'échecs arménien.
Vainqueur du tournoi d'Istamboul en 2010, il est grand maître international depuis janvier 2010.